# Siunissaq – det sidste menneske
|  | Denne artikel er oprettet af botten Steenthbot ud fra en ekstern database. Den kan derfor have sproglige fejl eller mangler. Denne skabelon kan fjernes efter kontrol af indholdet. |

Siunissaq – det sidste menneske er en dansk dokumentarfilm fra 2022 instrueret af Ivalo Frank.

## Handling
Livet på Jorden starter og slutter med Grønland. Forsker Minik Rosings skelsættende opdagelse af det første liv står i kontrast til de smeltende ismasser i Ivalo Franks hyldest til sit naturskønne hjemland.
Vores mest grundlæggende forståelse af livets oprindelse blev for nylig vendt op og ned, da den grønlandske videnskabsmand Minik Rosing opdagede de første spor af liv på Jorden i en lille fjord tæt på Isua i Grønland. Hans opdagelse foregreb alle tidligere spor af liv med over 300 millioner år. Livet begyndte i Grønland. Men på samme tid accelererer Grønlands smeltende ismasser dag for dag, og forskere overalt i verden er enige om, at smeltevandet til drukne hele vores civilisation, hvis udviklingen får lov at fortsætte. Livets undergang vil også starte fra Grønland. Instruktør Ivalo Franks nye film er en hyldest til sit vældige, naturskønne land, der er fanget mellem to ekstremer: Begyndelsen og slutningen på livet på Jorden, som vi kender det. Mellem den svimlende dybe tid og den moderne acceleration forankrer Franks film sig i sin egen tid gennem mødet med en gruppe børn fra landsbyen Kangaatsiaq, der forelsker sig, indleder venskaber og kæmper med savn og tab.

## Medvirkende
- Sophia Martinsen Kielsen
- Malu Larsen
- Alan Jensen
- Kunuk Adelholm